# Confédération panrusse du travail
Pour les articles homonymes, voir VKT.
La Confédération pan-russe du travail (en russe : Всероссийская конфедерация трудаkva, BKT) est une confédération syndicale russe fondée en 1995. Elle est affiliée à la Confédération syndicale internationale.

## Fusion
Le 23 avril 2010, le Conseil de la Confédération du travail de Russie décide d'accepter VKT dans la Confédération du KTR.